# 歩頭降ミャオ族郷
歩頭降ミャオ族郷（ほとこうミャオぞくきょう）は中華人民共和国湖南省懐化市新晃トン族自治県の民族郷。

## 行政区画
- 姑巴渓村
- 土鹿坪村
- 酉渓村
- 歩頭降村
- 新江村
- 雷家田村
- 天雷村
- 槐口村
- 茶山村
- 淶渓村
- 腿渓村
- 大秉渓村
- 小秉渓村
- 黄陽村

## 歴史
1956年、歩頭降郷を設立。1984年、歩頭降ミャオ族郷と改称。

## 地理
歩頭降ミャオ族郷は新晃トン族自治県東部に位置し、北及び東は芷江トン族自治県と、西南は中寨鎮と、西は禾灘鎮と、西北は波洲鎮と、南は米貝ミャオ族郷とそれぞれ接している。
- 河川：新江渓、清水江
- 湖：姑召水庫
- 山：天雷山（1136.3メートル）

## 交通

### 道路
- 滬昆高速公路（中国語版）